# Cobelodus
Cobelodus — рід вимерлих хрящових риб родини Symmoriidae ряду Symmoriida надряду акул. Жили в середині карбону на території сучасних штатів Іллінойс і Айова (США).
Cobelodus були хижими акулами. У довжину досягали 2 м. У порівнянні із сучасними акулами, Cobelodus мають ряд відмінностей. Морда мала округлу форму. Очі були великими, що дає підставу вважати, що вони мешкали на значних глибинах, де було відсутнє світло.
Їжею їм служили різні ракоподібні і кальмари.